# Stazione di Rigoroso
La stazione di Rigoroso è una fermata ferroviaria posta lungo la linea Torino-Genova a servizio della frazione Rigoroso nel comune di Arquata Scrivia.

## Strutture ed impianti
La fermata presenta una struttura particolarmente semplice. Essa è priva di fabbricato viaggiatori e l'unica costruzione presente è una cabina ospitante apparecchiature tecniche, inaccessibile al pubblico, sulla quale sono presenti alcuni pannelli informativi per l'utenza. Sulla banchina del secondo binario è presente un'ulteriore struttura in legno che funge da sala d’attesa.
Il piazzale binari si compone dei soli due binari di corsa della linea, ciascuno servito da una propria banchina. Le due banchine risultano collegate da un sottopasso posto al loro termine in direzione Genova.

## Movimento
Dato lo scarso numero di viaggiatori, dovuti allo scarso bacino d'utenza della zona, la fermata è servita da soli quattro treni regionali nei giorni feriali, unicamente di primo mattino. Essi si riducono ad appena due nei giorni festivi .
Il servizio passeggeri è operato da Trenitalia nell'ambito del contratto di servizio stipulato con le regioni Piemonte e Liguria.